# Pittsburg (Nou Hampshire)
Pittsburg és una població dels Estats Units a l'estat de Nou Hampshire. Segons el cens del 2000 tenia 867 habitants.

## Demografia
Segons el cens del 2000, Pittsburg tenia 867 habitants, 386 habitatges, i 264 famílies. La densitat de població era d'1,2 habitants per km².
Dels 386 habitatges en un 22,3% hi vivien nens de menys de 18 anys, en un 59,1% hi vivien parelles casades, en un 4,4% dones solteres, i en un 31,6% no eren unitats familiars. En el 26,7% dels habitatges hi vivien persones soles el 14,8% de les quals corresponia a persones de 65 anys o més que vivien soles. El nombre mitjà de persones vivint en cada habitatge era de 2,24 i el nombre mitjà de persones que vivien en cada família era de 2,67.
Per edats la població es repartia de la següent manera: un 18,9% tenia menys de 18 anys, un 5,4% entre 18 i 24, un 23,8% entre 25 i 44, un 32,9% de 45 a 60 i un 19% 65 anys o més.
L'edat mediana era de 46 anys. Per cada 100 dones de 18 o més anys hi havia 105,6 homes.
La renda mediana per habitatge era de 38.516$ i la renda mediana per família de 42.500$. Els homes tenien una renda mediana de 31.250$ mentre que les dones 25.455$. La renda per capita de la població era de 17.703$. Entorn del 5% de les famílies i el 7,4% de la població estaven per davall del llindar de pobresa.